# D604 (Moselle)
De D604 is een departementale weg in het Oost-Franse departement Moselle. De weg loopt van Phalsbourg naar de grens met Bas-Rhin. In Bas-Rhin loopt de weg als D1004 verder richting Saverne en Straatsburg.

## Geschiedenis
Oorspronkelijk was de D604 onderdeel van de N4. In 2006 werd de weg overgedragen aan het departement Moselle, omdat de weg geen belang meer had voor het doorgaande verkeer vanwege de parallelle autosnelweg A4. De weg is toen omgenummerd tot D604.